# Wybrzeże Kości Słoniowej na Letnich Igrzyskach Olimpijskich 2008
Wybrzeże Kości Słoniowej na Letnich Igrzyskach Olimpijskich 2008 reprezentowało 23 zawodników w 5 dyscyplinach.
Był to jedenasty start reprezentacji Wybrzeża Kości Słoniowej na letnich igrzyskach olimpijskich.

## Wyniki reprezentantów Wybrzeża Kości Słoniowej

### Kajakarstwo
Mężczyźni
| Zawodnik            | Konkurencja | Eliminacje | Eliminacje | Półfinał                     | Półfinał                     | Finał                        | Finał                        |
| Zawodnik            | Konkurencja | Czas       | Miejsce    | Czas                         | Miejsce                      | Czas                         | Miejsce                      |
| ------------------- | ----------- | ---------- | ---------- | ---------------------------- | ---------------------------- | ---------------------------- | ---------------------------- |
| Kotoua Francis Abia | K-1 500 m   | 2:00,716   | 7          | Odpadł z dalszej rywalizacji | Odpadł z dalszej rywalizacji | Odpadł z dalszej rywalizacji | Odpadł z dalszej rywalizacji |
| Kotoua Francis Abia | K-1 1000 m  | 4:14,411   | 8          | Odpadł z dalszej rywalizacji | Odpadł z dalszej rywalizacji | Odpadł z dalszej rywalizacji | Odpadł z dalszej rywalizacji |

### Lekkoatletyka
Kobiety
| Zawodniczka           | Konkurencja | Eliminacje | Eliminacje | Ćwierćfinał                   | Ćwierćfinał                   | Półfinał                      | Półfinał                      | Finał                         | Miejsce                       |
| Zawodniczka           | Konkurencja | Wynik      | Miejsce    | Wynik                         | Miejsce                       | Wynik                         | Miejsce                       | Wynik                         | Miejsce                       |
| --------------------- | ----------- | ---------- | ---------- | ----------------------------- | ----------------------------- | ----------------------------- | ----------------------------- | ----------------------------- | ----------------------------- |
| Affoué Amandine Allou | 100 m       | 11,75      | 48         | Odpadła z dalszej rywalizacji | Odpadła z dalszej rywalizacji | Odpadła z dalszej rywalizacji | Odpadła z dalszej rywalizacji | Odpadła z dalszej rywalizacji | Odpadła z dalszej rywalizacji |

### Piłka nożna
Mężczyźni
Skład drużyny:
- Vincent de Paul Angban
- Christian Fabrice Okoua
- Serge Wawa
- Diarrasouba Viera
- Souleymane Bamba
- Angoua Brou Benjamin
- Mamadou Bagayoko
- Mekeme Tamla Ladji
- Hervé Kambou
- Kafoumba Coulibaly
- Emmanuel Koné
- Anthony Moura-Komenan
- Salomon Kalou
- Franck Dja Djedje
- Guie Gneki Abraham
- Gervinho
- Antoine N'Gossan
- Sekou Cissé

Faza grupowa
| 7 sierpnia 2008 13:45 CET | WKS · Cissé 53' | 1 - 20-1 | Argentyna · Messi 43' · Acosta 86' | Shanghai Stadium, Szanghaj · Widzów: 43,266 · Sędzia: Wolfgang Stark ( Niemcy) |
|                           |                 |          |                                    |                                                                                |

| 10 sierpnia 2008 13:45 CET | Serbia · Mrdaković 16' · Rakić 90' | 2 - 41 - 2 | WKS · Cissé 3' · Rajković 24' (sam.) · Kalou 70' · Gervinho 90+2' | Shanghai Stadium, Szanghaj · Widzów: 38,320 · Sędzia: Roberto Moreno Salazar ( Panama) |
|                            |                                    |            |                                                                   |                                                                                        |

| 13 sierpnia 2008 13:45 CET | WKS · Kalou 81' | 1 - 00-0 | Australia | Tianjin Olympic Center Stadium, Tianjin · Widzów: 50,437 · Sędzia: Jair Marrufo ( Stany Zjednoczone) |
|                            |                 |          |           | |

| Zespół    | Pld | W | D | L | GF | GA | GD | Pts |
| --------- | --- | - | - | - | -- | -- | -- | --- |
| Argentyna | 3   | 3 | 0 | 0 | 5  | 1  | +4 | 9   |
| WKS       | 3   | 2 | 0 | 1 | 6  | 4  | +2 | 6   |
| Australia | 3   | 0 | 1 | 2 | 1  | 3  | -2 | 1   |
| Serbia    | 3   | 0 | 1 | 2 | 3  | 7  | -4 | 1   |

Ćwierćfinał
| 16 sierpnia 2008 15.00 CET | Nigeria · Odemwingie 44' · Obinna 82' (k) | 2 - 01-0 | WKS | Qinhuangdao Olympic Sports Center Stadium, Qinhuangdao · Widzów: 28,944 · Sędzia: Masoud Moradi ( Iran) |
|                            |                                           |          |     | |

### Pływanie
Mężczyźni
| Zawodnik             | Konkurencja       | Eliminacje | Eliminacje | Półfinał                     | Półfinał                     | Finał                        | Miejsce                      |
| Zawodnik             | Konkurencja       | Wynik      | Miejsce    | Wynik                        | Miejsce                      | Wynik                        | Miejsce                      |
| -------------------- | ----------------- | ---------- | ---------- | ---------------------------- | ---------------------------- | ---------------------------- | ---------------------------- |
| Kouassi Olivier Brou | 50 m st. dowolnym | 26,08      | 76         | Odpadł z dalszej rywalizacji | Odpadł z dalszej rywalizacji | Odpadł z dalszej rywalizacji | Odpadł z dalszej rywalizacji |

### Taekwondo
Mężczyźni
| Zawodnik        | Konkurencja | 1/16                  | Ćwierćfinał         | Półfinał            | Ćwierćfinał repasaży | Półfinał repasaży            | Finał                        |
| Zawodnik        | Konkurencja | Przeciwnik Punkty     | Przeciwnik Punkty   | Przeciwnik Punkty   | Przeciwnik Punkty    | Przeciwnik Punkty            | Przeciwnik Punkty            |
| --------------- | ----------- | --------------------- | ------------------- | ------------------- | -------------------- | ---------------------------- | ---------------------------- |
| Sebastien Konan | 80 kg       | Mauro Sarmiento P 1-4 | Udział w repasażach | Udział w repasażach | Steven Lopez P 0-3   | Odpadł z dalszej rywalizacji | Odpadł z dalszej rywalizacji |

Kobiety
| Mariam Bah | 57 kg | Robin Cheong P 0-1 | Odpadła z dalszej rywalizacji | Odpadła z dalszej rywalizacji | Odpadła z dalszej rywalizacji | Odpadła z dalszej rywalizacji | Odpadła z dalszej rywalizacji | Odpadła z dalszej rywalizacji | Odpadła z dalszej rywalizacji | Odpadła z dalszej rywalizacji |